# Anna Czarnogórska
Anna Czarnogórska także Anna Petrović-Niegosz (ur. 18 sierpnia 1874 w Cetynii, zm. 22 kwietnia 1971 w Montreux) – księżniczka czarnogórska, członkini rodu Petrović-Njegoš, córka króla Mikołaja I Petrowića-Niegosza. Księżna Battenberg po ślubie z księciem Franciszkiem Józefem Battenbergiem. Była jedną z najstarszych żyjących księżniczek w Europie.

## Życiorys

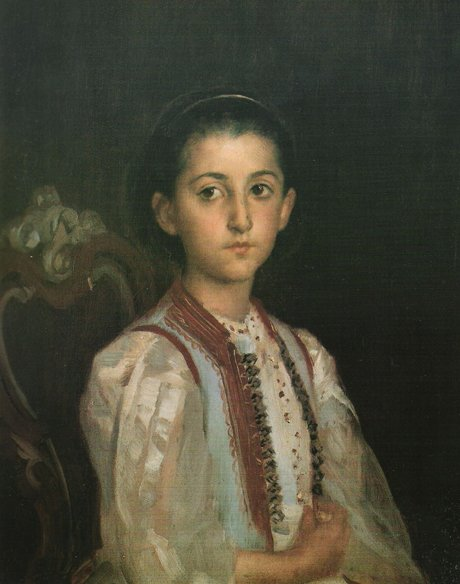
Księżniczka Anna Czarnogórska

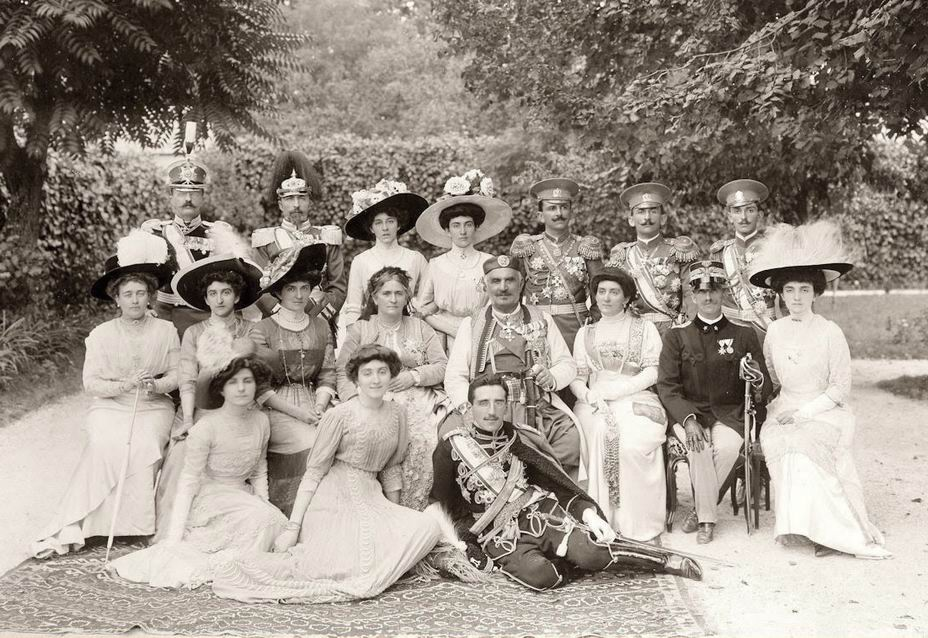
Anna z rodziną Petrović-Niegosz

Anna Petrović-Niegosz urodziła się 18 sierpnia 1874 r. w Cetyni. Była córką króla Mikołaja I Petrowića-Niegosza (1841–1921) i jego żona Mileny Vukotić (1847–1923). Miała osiem sióstr i trzech braci. Najstarsza siostra Zorka wyszła za mąż za Piotra I – króla Serbii i Jugosławii, a dwie młodsze – Anastazja i Milica zostały wielkimi księżnymi Rosji. Dzięki korzystnym małżeństwom córek jej ojciec zyskał przydomek „teść Europy”. 
Anna spotkała księcia Franciszka Józefa z rodu Battenbergów w Cimiez we Francji, gdzie książę był gościem królowej Wiktorii, a Anna odwiedzała swoją siostrę, księżniczkę Milicę i szwagra, wielkiego księcia Piotra Mikołajewicza Romanowa, syna Mikołaja Romanowa. Para pobrała się sześć miesięcy później 18 maja 1897 r. w Cetyni w obrządkach zarówno w kościoła prawosławnego, jak i protestanckiego. Cesarz Rosji Mikołaj II Romanow podarował Annie milion rubli jako posag. Małżeństwo było szczęśliwe, nie doczekali się jednak potomstwa.  
Franciszek był pułkownikiem kawalerii bułgarskiej, cieszył się sympatią i poparciem królowej Wiktorii. 6 lutego 1896 r. został uhonorowany przez nią Kawalerem Komandorem Orderu Łaźni (KCB), a 26 kwietnia 1897 Kawalerem Krzyża Wielkiego Królewskiego Orderu Wiktoriańskiego (GCVO).
Przed I wojną światową Anna i jej mąż spędzali większość czasu w Zamku księcia Emila w Darmstadt, w Hesji w Niemczech. Kiedy Włochy przystąpiły do wojny, para znalazła się na wygnaniu i osiedlili się w Szwajcarii. Para nigdy nie była bogata, a ok. 1916 r. ich sytuacja finansowa znacznie się pogorszyła. Anna anonimowo napisała i opublikowała kompozycje muzyczne, które pozwoliły im zwiększyć dochody. Ponadto, mimo że nigdy się nie spotkali, Edwina, żona Louisa Mountbattena siostrzeńca i chrześniaka Franciszka Józefa, wysłała mu zasiłek.
17 lipca 1917 r. król Wielkiej Brytanii Jerzy V podczas antyniemieckiej atmosfery I wojny światowej ogłosił królewską proklamacją na mocy której wszyscy potomkowie królowej Wiktorii w linii męskiej, którzy byli również poddanymi brytyjskimi, mieli przyjąć nazwisko Windsor, a członkowie rodziny królewskiej i dalszej rodziny miały przestać używać swoich odziedziczonych niemieckich stylów i tytułów. Nazwisko rodziny Battenberg zostało zanglicyzowane jako Mountbatten jednak Franciszek Józef i Anna odmówili i do końca życia używali swojego książęcego tytułu Battenberg.
31 lipca 1924 r. Franciszek Józef zmarł w Territet niedaleko Montreux w wieku 62 lat. Po jego śmierci siostra księżniczki Anny królowa Włoch Helena, kupiła willę dla swojej owdowiałej siostry w pobliżu parku Villa Ada Savoia w Rzymie jednak księżniczka Anna odrzuciła ofertę przeprowadzki, ponieważ chciała mieszkać w pobliżu grobu męża, który pochowany został na cmentarzu w Szafuzy w Szwajcarii. W latach 50. wielu członków rodziny Mountbatten było zaniepokojonych jej sytuacja finansową. Czynsz płacił za nią siostrzeniec król Włoch Humbert II (1904-1983), syn Heleny, zasiłek od Edwiny otrzymywała do jej śmierci w 1960 r. Księżniczka Anna żyła 97 lat i była jedną z najstarszych żyjących księżniczek w Europie. Zmarła w Montreux 22 kwietnia 1971 r. i została pochowana obok męża w Szafuzie. 